# Marie Majkusová
Marie Majkusová (* 14. Juli 1989 in Lukoveček) ist eine tschechische Schauspielerin.

## Leben und Wirken
Nachdem Marie Majkusová bereits im Alter von neun Jahren im Zlín-Theater erste Bühnenerfahrung erlangen konnte, entschied sie sich am Konservatorium in Brünn Schauspiel zu studieren. Anschließend übernahm sie diverse Rollen am Radost-Theater in Brünn, bevor sie nach Prag zog, um neben einem Pädagogik-Studium an der pädagogischen Fakultät der Karls-Universität am Mladá-Boleslav-Theater zu spielen.
International bekannt, insbesondere im deutschsprachigen Raum, wurde Marie Majkusová durch die Rolle der Marie im Märchenfilm Die zwölf Monate aus dem Jahr 2012.

## Filmografie
- 2008: Bez tváře (Fernsehfilm)[2]
- 2012: Die zwölf Monate (Fernsehfilm)
- 2014: Případy 1. oddělení (Fernsehserie): Folge 48 hodin (S01E07)[2]
- 2016: BioBuddy[2]
- 2017: 2084[2]